# Igreja Greco-Católica Macedónica

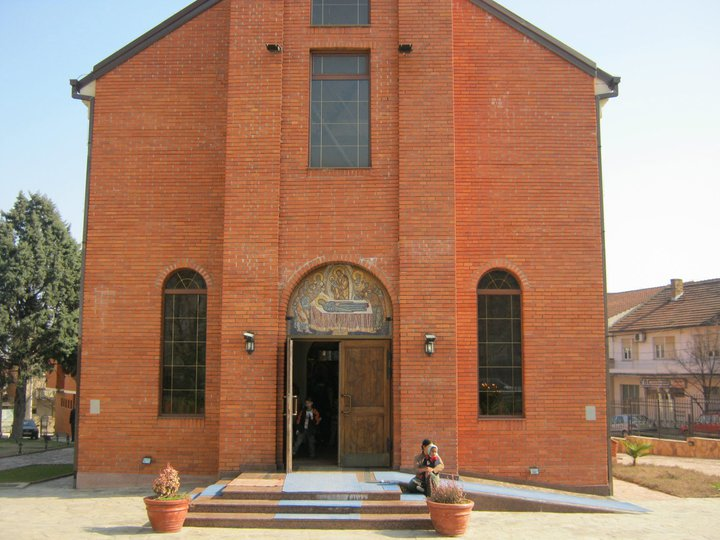
Igreja Greco-Católica Macedónia,

A Igreja Greco-Católica Macedónia, ou a Igreja Católica Bizantina Macedónia, é uma Igreja particular oriental sui iuris em comunhão com a Igreja Católica. Isto quer dizer que ela, nunca abandonando as suas veneráveis tradições e ritos litúrgicos orientais, aceita a autoridade e primazia do Papa. Unida formal e oficialmente à Santa Sé em 1918, esta Igreja foi fruto de uma cisão ocorrida na Igreja Ortodoxa.
Actualmente, esta Igreja oriental é governada pelo Exarca Apostólico da Macedónia, mas sempre sob a supervisão do Papa. Em 2005, esta Igreja contava com cerca de 11,4 mil fiéis, concentrados na sua esmagadora maioria na Macedônia do Norte. O seu rito litúrgico é de tradição bizantina e utiliza a língua macedónica como língua litúrgica.
A simples existência da Igreja Greco-Católica Macedónica não significa que a República da Macedônia do Norte não tenha católicos de rito latino.

## História
A Igreja Católica Macedónica foi estabelecida em 1918, quando da criação do Reino da Jugoslávia, para cuidar da pequena comunidade de cristãos macedónios convertidos ao catolicismo. O exarcado foi abolido em 1924. Em 2001, anos após a dissolução da Jugoslávia e a independência da Macedônia do Norte, a Santa Sé restabeleceu o Exarcado Apostólico da Macedónia.